# Sieghard Pawlik
Sieghard Pawlik (* 23. Juni 1941 in Berlin) ist ein deutscher Politiker (SPD).

## Leben und Beruf
Nach dem Besuch der Hauptschule in Berlin absolvierte Pawlik eine Ausbildung zum Maschinenschlosser und Schweißer. Anschließend nahm er an Abendkursen teil, bildete sich an der Beuth-Schule fort und graduierte schließlich zum Ingenieur für Verfahrenstechnik. Er arbeitete zunächst als Elektro- und Gasschmelzschweißer bei einer Berliner Firma für Rohrleitungsbau. 1961 wechselte als Ingenieur zur Frankfurter Hoechst AG.

## Partei
Pawlik ist Mitglied der SPD. Bis 2023 war er Vorsitzender des SPD-Ortsvereins Sindlingen.

## Abgeordneter
Pawlik wurde 1972 in die Stadtverordnetenversammlung der Stadt Frankfurt am Main gewählt. Er gehörte dem Hessischen Landtag von 1978 bis 2003 an und war dort zeitweise Vorsitzender des Ausschusses für Frauen, Arbeit und Sozialordnung. Er wurde bei der Landtagswahl in Hessen 1983 im Wahlkreis Frankfurt am Main I und sonst über die Landesliste seiner Partei gewählt. Von 2011 bis 2021 war er erneut Mitglied der Stadtverordnetenversammlung Frankfurt.

## Magistrat
Am 8. September 2021 wurde er als ehrenamtliches Mitglied in den Magistrat der Stadt Frankfurt gewählt.

## Ehrungen
1990 wurde Sieghard Pawlik mit dem Bundesverdienstkreuz am Bande geehrt.